# 宝公祠
宝公祠又名敦素堂，是中国安徽省宣城市泾县桃花潭镇查济村的众多祠堂建筑之一。宝公祠位于许溪下游，是查济村最大的一座祠堂建筑。它建于明代洪熙年间(1425 年)，太平天国战争期间被毁。清同治年间重建。
宝公祠为纪念先祖查宝源而建，规模庞大，建筑面积1737平方米。共有三进，包括门厅、明伦堂和寝楼。外立面马头墙高耸，梁坊雕刻极为精美，门厅大梁刻有精美的双狮绣球圆雕，而柱础极粗大，直径达一米。
1998年5月，宝公祠、二甲祠、洪公祠、德公厅屋、进士门、怀素堂六处明清古建筑列为安徽省文物保护单位。2001年6月，作为查济古建筑群的子项被公布为第五批全国重点文物保护单位 。